# Tetrarhanis daltoni
Tetrarhanis daltoni är en fjärilsart som beskrevs av Eltringham 1929. Tetrarhanis daltoni ingår i släktet Tetrarhanis och familjen juvelvingar. Inga underarter finns listade i Catalogue of Life.